# Black Water (film)
Black Water is een Australische thriller/horrorfilm uit 2007, geregisseerd door David Nerlich en Andrew Traucki. Voor beide mannen was het hun eerste filmtitel. Black Water won zowel de prijs voor beste cinematografie als voor beste regie op het Melbourne Underground Film Festival.
In de film spelen in totaal vijf acteurs mee. Daarvan is de rol van een van hen (Fiona Press als moeder Pat) beperkt tot enkele minuten in de inleiding.

## Verhaal
Het echtpaar Adam (Andy Rodoreda) en Grace (Diana Glenn) en Grace' zus Lee (Maeve Dermody) zijn samen met de auto op vakantie in het noorden van Australië. Ze verzinnen per dag waar ze zin in hebben en besluiten zodoende op zeker moment de Blackwater Barry Tour te doen in een moerasland, om er te vissen. De gids blijkt net vertrokken te zijn wanneer ze aankomen, maar zijn medewerker Jim (Ben Oxenbould) biedt zijn diensten aan. Hij neemt een geweer mee, omdat zijn baas dat als veiligheidsregel ingesteld heeft toen er lokaal nog krokodillen zaten. Inmiddels is het niet meer dan een standaardhandeling, verzekert hij zijn passagiers.
Na een tijd door de smalle watergangetjes gevaren te hebben, legt Jim de boot stil, waarop iedereen zijn hengel uit kan werpen. Een verdacht tegen de boot botsend geluid blijkt niet meer dan een leeg blik te zijn, dat Jim uit het water vist. De volgende bonk tegen de boot blijkt ernstiger. Een enorme krokodil kiepert de boot om en neemt Jim te grazen. Adam, Grace en Lee vluchten een boom in op enkele meters afstand van het omgeslagen bootje. Ze hebben een groot probleem, want hoe komen ze terug? Bovendien weet niemand waar ze zijn, omdat ze hier met Jim zijn en niet met de officiële tour. Er zal daarom niemand komen zoeken, want niemand mist ze.